# Marjorie Shostak
Marjorie Shostak (* 11. Mai 1945 in New York City; † 6. Oktober 1996) war eine amerikanische Ethnologin. Hauptsächlich bekannt wurde sie durch ihre Schriften und Untersuchungen über die Kung San in der Kalahari-Wüste in Süd-West-Afrika.
Marjorie Shostak  wuchs in Brooklyn New York auf. Am dortigen College machte sie einen Abschluss in Literatur und lernte ihren späteren Ehemann Melvin Konner kennen. Beide gingen 1969 und 1971 nach Afrika und lebten in einer Gruppe der !Kung San. Marjorie Shostak beschrieb die Rolle der Frauen in dieser Gesellschaft in ihrem Buch:  Nisa: The Life and Words of a Kung Woman, erstmals veröffentlicht durch die  Harvard University Press 1981. Mit diesem Buch, das heute zu den Klassikern der postkolonialen Ethnographie zählt, beschritt Shostak erzählerisch neue Wege: Es alterniert zwischen der wissenschaftlich-ethnographischen Darstellung der Feldforscherin und der subjektiven Perspektive von Nisa. Die Verfasserin lässt Nisa "für sich selbst sprechen", sie verleiht ihrer Stimme Gehör. Dieses ästhetische und epistemische Verfahren spiegelt einen ethnographischen Ansatz, den der Filmemacher John Marshall in seinem Dokumentarfilm "N!ai, the Story of a !Kung Woman", allerdings in einem audio-visuellen Medium verfolgt.
Marjorie Shostak arbeitete hauptsächlich in der historischen und systematischen Kulturwissenschaft, wobei sie Kultur als die „Gesamtheit der für eine ethnische Gruppe typischen Lebensformen“ definierte. 1993 kehrte sie nach einer Krebsbehandlung in die Kalahari zurück, um eine Fortsetzung der Lebensgeschichte Nisas zu schreiben. Doch sie starb 51-jährig und erlebte nicht mehr das Erscheinen ihres zweiten Buches Return to Nisa.

## Werke
In deutscher Sprache erschienen ihre Bücher unter den Titeln:
- Ich folgte den Trommeln der Kalahari. Wunderlich, Reinbek bei Hamburg 2001, ISBN 3-8052-0712-3.
- Nisa erzählt. Das Leben einer Nomadenfrau in Afrika. Rowohlt-Taschenbuch-Verlag, Reinbek bei Hamburg 2001, ISBN 3-499-23050-X.